# Teodoro el Ateo
Teodoro el Ateo (en griego : Θεόδωρος ὁ ἄθεος ; c. 340 - c. 250 a. C. de Cirene) fue un filósofo de la escuela cirenaica. Vivió en Grecia y Alejandría, antes de terminar sus días en su ciudad natal de Cirene. Como filósofo cirenaico, enseñó que el objetivo de la vida era obtener alegría y evitar el dolor, y que la primera era resultado del conocimiento y el segundo de la ignorancia. Pero su principal reclamo a la fama fue su supuesto ateísmo. Por lo general, los antiguos escritores lo designaban como "el ateo", ho atheos (ὁ ἄθεος ).

## Vida
Teodoro fue discípulo de Aristipo el Joven, nieto del anciano y más famoso Aristipo. Escuchó las conferencias de varios filósofos al lado de Aristipo; como Anniceris y Dionisio el dialéctico, Zenón de Citio y Pirro. 
Fue desterrado de Cirene, no se conoce la verdadera razón de su destierro; y se le adjudica lo siguiente: "Hombres de Cirene, ustedes hacen mal en desterrarme de Libia a Grecia", así como de que él fue discípulo de Aristipo, se dedujo que era nativo de Cirene. De su historia posterior no hay una cuenta; pero las anécdotas acerca de él muestran que estaba en Atenas, de donde escapó por poco de un juicio, tal vez por impiedad.  Sin embargo, la influencia de Demetrio de Falero lo protegió; y este incidente, por lo tanto, probablemente ocurriere durante los diez años de administración de Demetrio de Atenas, 317-307 a. C. Cuando Teodoro fue desterrado de la polis, luego estuvo al servicio de Ptolomeo en Egipto, y no es improbable que haya compartido el exilio con Demetrio. Según el relato de Anfícrates de Atenas citado por Diogenes Laercio, fue condenado a beber cicuta y murió, lo cual es sin duda un error. Mientras estaba al servicio de Ptolomeo, Teodoro fue enviado en una embajada a Lisímaco, a quien ofendió por la libertad de sus comentarios. En respuesta recibió una amenaza de crucifixión por parte de Lisímaco, anécdota que fue rememorada por muchos escritores antiguos (Cicerón, Séneca, etc.): "Emplea tales amenazas hacia esos cortesanos tuyos, porque a Teodoro no le importa si se pudre en el suelo o en el aire." Desde la corte o el campamento de Lisímaco, aparentemente regresó con Ptolomeo. Se dice que también realizó un viaje a Corinto con varios de sus discípulos: pero tal vez fue solo una visita transitoria durante su residencia en Atenas. Finalmente regresó a Cirene y vivió allí, dice Diogenes Laercio, en la corte de Magas, —el hijastro de Ptolomeo—, el cual gobernó Cirene durante cincuenta años (c. 300-250 a. C.) como virrey primero, luego como rey. Teodoro probablemente terminó sus días en Cirene. Se conservan varias anécdotas características de Teodoro (Laercio, Plutarco, Valerio Máximo, Filón, etc.), las cuales le representan como un hombre agudo y listo. Por ejemplo, en una anécdota que cuenta Diógenes Laercio se dice que se encontró con Metrocles el Cínico que estaba levantando unas hierbas silvestres. Este le dijo: "Oh tú, sofista, no necesitarías de tantos discípulos si lavases hierbas". Y este le respondió: "Y si tú supieras tratar con los hombres, cierto no necesitarías esas hierbas"

### Filosofía
Fue el fundador de una secta que recibió el nombre de Theodoreioi (Θεοδώρειοι), "Teodoreanos". Las opiniones de Teodoro, como se puede deducir de la declaración perpleja de Diogenes Laercio, eran de la escuela cirenaica. Él enseñó que el objetivo de la vida humana es obtener alegría y evitar el dolor, y que la primera resulta del conocimiento y el segundo de la ignorancia. Definió lo bueno como prudencia y justicia, y lo malo como lo contrario. El placer y el dolor, sin embargo, eran indiferentes. Se burló de la amistad y el patriotismo, y afirmó que el mundo era su país. Él enseñó que no había nada naturalmente vergonzoso en el robo, el adulterio o el sacrilegio si uno ignora la opinión pública, que se formó con el consentimiento de los tontos.
Teodoro fue tachado de ateo. "Eliminó todas las opiniones con respecto a los dioses", dice Laercio, pero algunos críticos dudan de si era absolutamente ateo, o simplemente negaron la existencia de las deidades de la creencia popular. El cargo de ateo es sostenido por la designación popular de Ateo , por la autoridad de Cicerón , Laercio, Pseudo Plutarco, Sexto Empírico, y algunos escritores cristianos; mientras que otros (por ejemplo, Clemente de Alejandría) hablan de él como solo rechazando la teología popular.
Teodoro escribió un libro llamado Sobre los dioses (Περὶ Θεῶν). Laercio lo había leído y dijo que no debía descartarse, agregó que se decía que había sido la fuente de muchas de las declaraciones o argumentos de Epicuro. Según el Suda, escribió muchas obras sobre las doctrinas de su secta y sobre otros temas.